# Sergey Spivak
Sergay Spivak (Chișinău, 24 gennaio 1995) è un artista marziale misto moldavo.
Combatte nella divisione dei pesi massimi per l'organizzazione statunitense UFC.

## Biografia
Sergey Spivak ha fatto il suo debutto nelle MMA nel settembre 2014 con la promozione ucraina Real Fight Promotion, a 19 anni.

## Risultati nelle arti marziali miste
| Risultato | Record | Avversario           | Metodo                                     | Evento                                      | Data              | Round | Tempo | Città                          | Note                                          |
| --------- | ------ | -------------------- | ------------------------------------------ | ------------------------------------------- | ----------------- | ----- | ----- | ------------------------------ | --------------------------------------------- |
| Vittoria  | 17-4   | Marcin Tybura        | Sottomissione (armbar)                     | UFC on ESPN: Tybura vs. Spivac 2            | 10 agosto 2024    | 1     | 1:44  | Las Vegas, Stati Uniti         | Performance of the Night                      |
| Sconfitta | 16-4   | Ciryl Gane           | KO tecnico (pugni)                         | UFC on ESPN: Gane vs. Spivak                | 2 settembre 2023  | 2     | 3:44  | Parigi, Francia                |                                               |
| Vittoria  | 16-3   | Derrick Lewis        | Sottomissione (arm-triangle choke)         | UFC Fight Night: Lewis vs. Spivak           | 4 febbraio 2023   | 1     | 3:05  | Las Vegas, Stati Uniti         | Performance of the Night                      |
| Vittoria  | 15-3   | Augusto Sakai        | KO Tecnico (pugni)                         | UFC on ESPN: Santos vs. Hill                | 6 agosto 2022     | 2     | 3:42  | Las Vegas, Stati Uniti         |                                               |
| Vittoria  | 14-3   | Greg Hardy           | KO Tecnico (pugni)                         | UFC 272                                     | 5 marzo 2022      | 1     | 2:16  | Las Vegas, Stati Uniti         |                                               |
| Sconfitta | 13-3   | Tom Aspinall         | KO Tecnico (pugni)                         | UFC Fight Night: Brunson vs. Till           | 4 settembre 2021  | 1     | 2:30  | Las Vegas, Stati Uniti         |                                               |
| Vittoria  | 13-2   | Oleksij Olijnyk      | Decisione (unanime)                        | UFC on ESPN: The Korean Zombie vs. Ige      | 19 giugno 2021    | 3     | 5:00  | Las Vegas, Stati Uniti         |                                               |
| Vittoria  | 12-2   | Jared Vanderaa       | KO Tecnico (pugni)                         | UFC Fight Night: Blaydes vs. Lewis          | 20 febbraio 2021  | 2     | 4:32  | Las Vegas, Stati Uniti         |                                               |
| Vittoria  | 11-2   | Carlos Felipe        | Decisione (maggioritaria)                  | UFC Fight Night: Figueiredo vs. Benavidez 2 | 19 luglio 2020    | 3     | 5:00  | Abu Dhabi, Emirati Arabi Uniti |                                               |
| Sconfitta | 10-2   | Marcin Tybura        | Decisione (unanime)                        | UFC Fight Night: Benavidez vs. Figueiredo   | 29 febbraio 2020  | 3     | 5:00  | Norfolk, Stati Uniti           |                                               |
| Vittoria  | 10-1   | Tai Tuivasa          | Sottomissione Tecnica (arm-triangle choke) | UFC 243                                     | 5 ottobre 2019    | 2     | 3:14  | Melbourne, Australia           |                                               |
| Sconfitta | 9-1    | Walt Harris          | KO Tecnico (pugni)                         | UFC Fight Night: Iaquinta vs. Cowboy        | 4 maggio 2019     | 1     | 0:50  | Ottawa, Canada                 |                                               |
| Vittoria  | 9-0    | Tony Lopez           | Sottomissione (neck crank)                 | WWFC 12                                     | 29 settembre 2018 | 1     | 4:12  | Kiev, Ucraina                  | Difende il titolo dei pesi massimi WWFC       |
| Vittoria  | 8-0    | Ivo Cuk              | KO Tecnico (pugni)                         | WWFC 10                                     | 24 marzo 2018     | 1     | 2:21  | Kiev, Ucraina                  | Difende il titolo dei pesi massimi WWFC       |
| Vittoria  | 7-0    | Travis Fulton        | Sottomissione (rear-naked choke)           | WWFC: Cage Encounter 7                      | 14 giugno 2017    | 1     | 2:50  | Kiev, Ucraina                  | Vince il titolo vacante dei pesi msssimi WWFC |
| Vittoria  | 6-0    | Luke Morton          | KO (pugni)                                 | WWFC: Cage Encounter 6                      | 29 marzo 2017     | 1     | 0:40  | Kiev, Ucraina                  |                                               |
| Vittoria  | 5-0    | Artem Cherkov        | KO (calcio alla testa)                     | Eagles Fighting Championship                | 27 febbraio 2016  | 1     | 1:52  | Chișinău, Moldavia             |                                               |
| Vittoria  | 4-0    | Dimitrij Mikutsa     | Sottomissione (armbar)                     | N1 Pro: MMA Nomad                           | 4 ottobre 2015    | 2     | 4:34  | Karaganda, Kazakistan          |                                               |
| Vittoria  | 3-0    | Yuri Gorbenko        | Sottomissione (armbar)                     | WWFC: Ukraine Selection 4                   | 31 gennaio 2015   | 1     | 3:38  | Kiev, Ucraina                  |                                               |
| Vittoria  | 2-0    | Evgenij Bova         | Sottomissione (kimura)                     | WWFC: Ukraine Selection 1                   | 19 novembre 2014  | 1     | N/A   | Leopoli, Ucraina               |                                               |
| Vittoria  | 1-0    | Andrej Serebrianikov | KO Tecnico (pugni)                         | RFP: Galychyny Cup                          | 28 settembre 2014 | 1     | 4:31  | Leopoli, Ucraina               |                                               |